# Stomp (Steps)
Stomp è un singolo del gruppo musicale britannico Steps pubblicato nel 2000. Stomp presenta un campionamento di Everybody Dance degli Chic. Si inserì in varie classifiche di vendita raggiungendo la prima posizione nella classifica dei singoli del Regno Unito e nelle classifica scozzese.

## Formazione
- Claire Richards – voce
- Faye Tozer – voce
- Lisa Scott-Lee – voce
- Ian "H" Watkins – voce
- Lee Latchford-Evans – voce
- Karl Twigg – tastiera, liriche, produzione
- Greg Bone – chitarra
- Ernie McCone – chitarra
- Mark Topham – basso, liriche, produzione
- Rita Campbell – liriche
- Pete Waterman – produzione
- Tim Speight – missaggio, ingegnere del suono
- Roe and Dan – assistenti ingegneri

## Tracce
Singolo su CD britannico
1. Stomp – 3:22
2. Stomp (W.I.P. mix) – 6:08
3. Tragedy (W.I.P. Reception mix) – 6:57

Singolo su cassetta britannico
1. Stomp – 3:22
2. Tragedy (W.I.P. Reception mix) – 6:57

Singolo su CD europeo
1. Stomp – 3:22
2. Stomp (W.I.P. mix) – 6:08

Singolo su CD australiano e neozelandese
1. Stomp – 3:22
2. Stomp (W.I.P. mix) – 6:08
3. Stomp (Stomp'n mix) – 5:33
4. Tragedy (W.I.P. Reception mix) – 6:57

Singolo su CD giapponese
1. Stomp (album version) – 3:20
2. Stomp (W.I.P. mix) – 6:08
3. Tragedy (W.I.P. Reception mix) – 6:57
4. Stomp (Dance☆Man's Cosmic Funk mix) – 4:29